# Trinh nữ
Trinh nữ hay Hàm tu thảo (khoa danh: Mimosa pudica) còn gọi là cây hổ ngươi, cây xấu hổ, cây mắc cỡ, cây thẹn, cây e thẹn, cỏ thẹn là một loại thực vật sống ít năm thuộc họ Đậu. Loài này có đặc điểm là các lá kép gập vào trong và cụp xuống mỗi khi bị chạm vào hoặc bị rung lắc để tự bảo vệ khỏi tổn hại, rồi mở lại vài phút sau đó. Loài cây có nguồn gốc từ Nam Mỹ và Trung Mỹ, nhưng giờ là một loài cỏ dại ở vùng nhiệt đới. Nó có thể được tìm thấy ở các quốc gia châu Á như Việt Nam, Thái Lan, Indonesia, Malaysia, Philippines và Jamaica. Nó phát triển chủ yếu ở những khu vực râm yên tĩnh, ít người sinh sống, dưới gốc cây. Năm 2014, các nhà khoa học của Úc đã phát hiện ra cây trinh nữ có khả năng ghi sự việc đã xảy ra như động vật.

## Phân loại
Cây Trinh nữ lần đầu chính thức được Carl Linnaeus mô tả trong cuốn Species Plantarum năm 1753. Loài có tên gọi khoa học là pudica, trong tiếng Latin nghĩa là "rụt rè" hoặc "co lại", ám chỉ đến phản ứng co rụt lại khi tiếp xúc. Loài được biết đến bởi những tên gọi thông dụng bao gồm cây nhạy cảm (sensitive plant), cây nhún nhường (humble plant), cây xấu hổ (shameplant), đừng-chạm-tôi (touch-me-not), muttidare-muni, nachike mullu trong tiếng kannada, chuimui trong tiếng Hindi và Urdu, lajalu trong tiếng Marathi, lajuki lata trong Assamese, Tottancinunki (தொட்டாஞ்சிணுங்கி) trong tiếng Tamil, tottalvaadi trong tiếng malayalam.

## Miêu tả

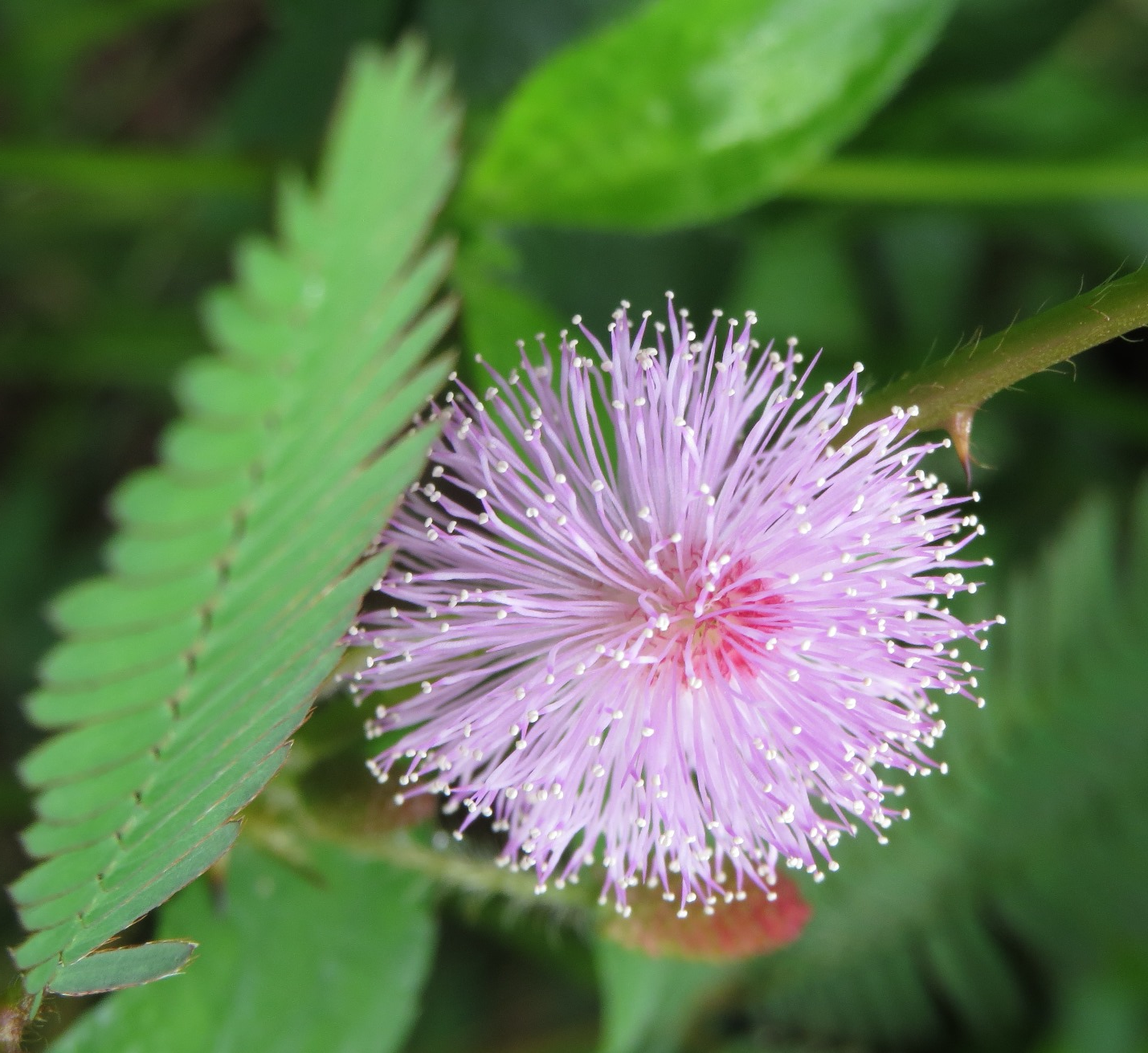
Hoa Mimosa pudica từ Thrissur, Kerala, Ấn Độ

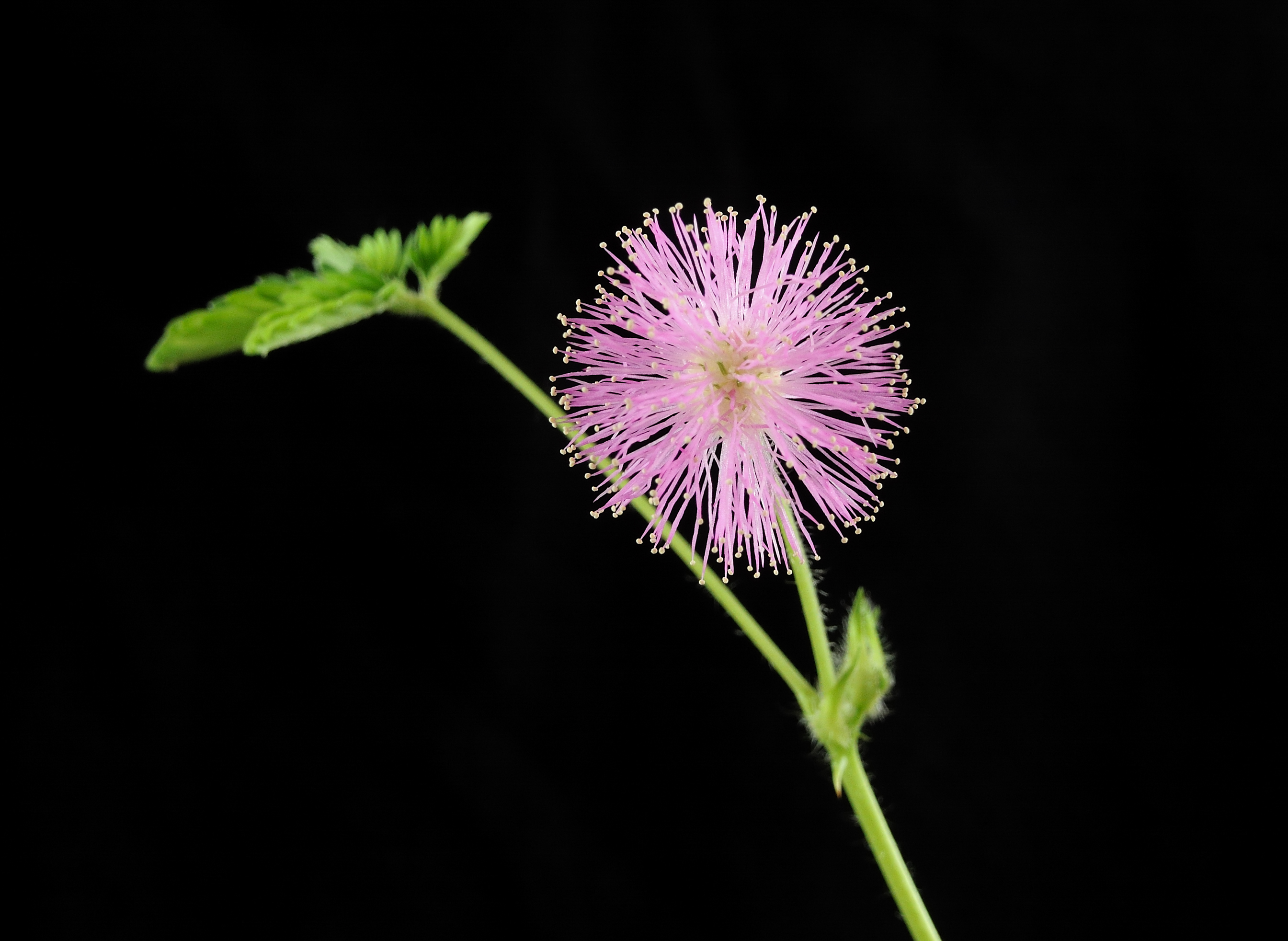
Hoa Minosa pudica

Mimosa pudica gập lá vào trong, khi bị chạm vào

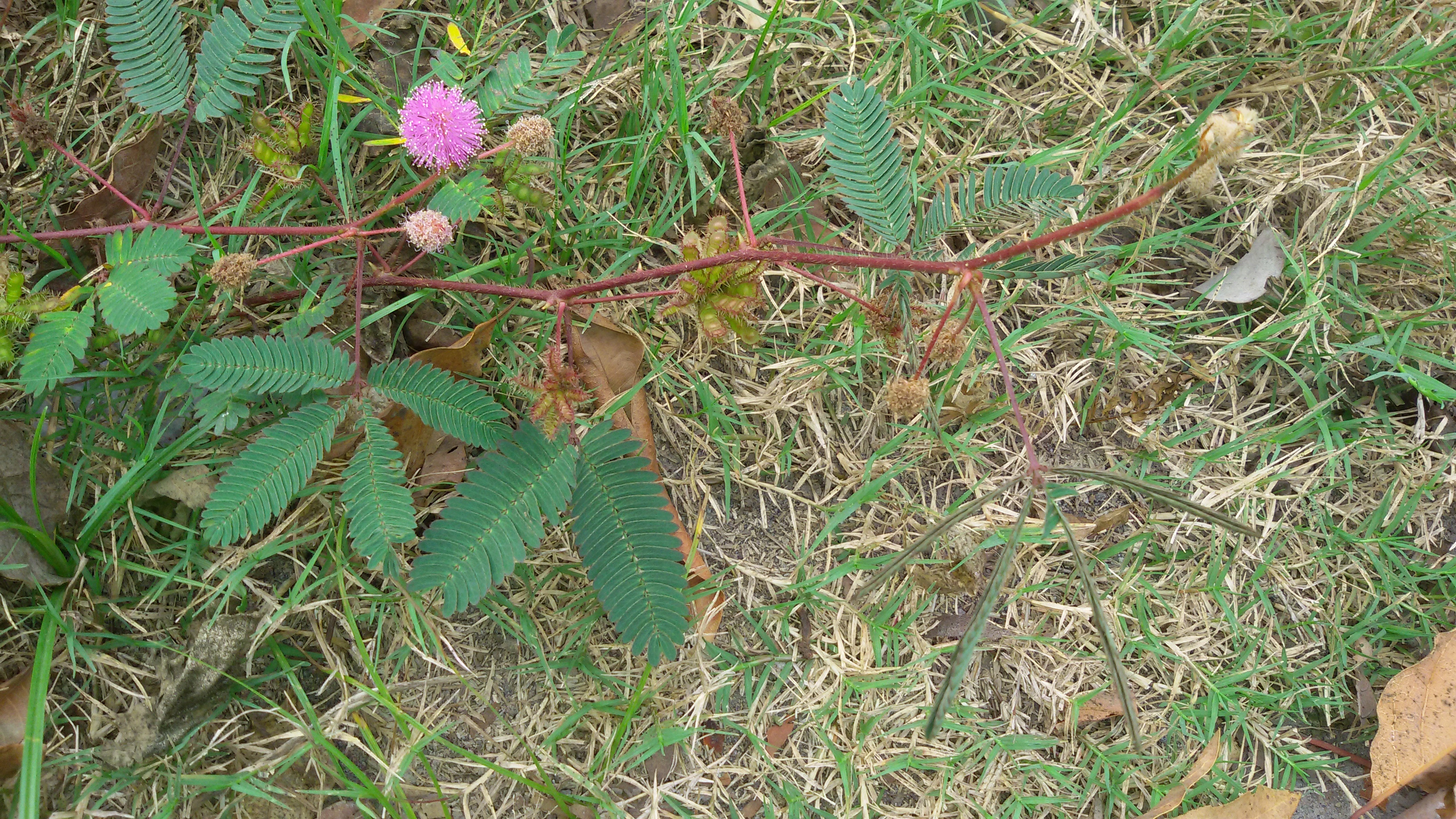
Toàn bộ cây Mimosa pudica bao gồm thân có gai và nhiều nhánh, đầu hoa, hoa khô, vỏ mầm và những chiếc là vừa gập lại vừa mở ra.

Thân thảo đứng đối với cây non hoặc bò trườn đồi với cây trưởng thành. Thân cây có thể dài tới 1,5 m bò trườn hoặc tựa leo gần mặt đất, đối với thân cây tựa leo mỏng manh hơn thân cây bò trườn trên mặt đất. Vỏ thân cây có gai biểu bì thưa hoặc dày.
Lá cây kép lông chim 2 lần chẵn, có từ 1-2 cặp lá thứ cấp, mỗi lá thứ cấp lại có từ 5-13 cặp lá chét. Các cuống lá sơ cấp cũng có gai. Những bông hoa tím hoặc hồng ở đầu cuống mọc lên từ nách lá vào giữa mùa hè. Khi cây càng lớn thì hoa mọc càng nhiều hơn. Những bông hoa được thụ phấn nhờ gió và côn trùng. Các hạt mầm có vỏ cứng nhằm hạn chế sự nảy mầm. Rễ cây trinh nữ tạo nên carbon disulfide, ngăn ngừa một số loại nấm gây bệnh và cộng sinh từ phát triển trong vùng rễ của cây. Điều này cho phép hình thành các nốt sần trên rễ có chứa các cố định đạm nội cộng sinh, nhằm sửa chữa nitơ trong khí quyển và chuyển đổi nó thành một dạng có thể sử dụng bởi thực vật.
Tất cả các phần của cây trinh nữ có nhiều nguồn cho là không tốt đối với sức khỏe, tuy không được liệt vào danh sách cây độc. Vì vậy khi trồng trong nhà nên ở những chỗ trẻ con và súc vật không chạm tới.

## Hiện tượng sinh học
Khi bị đụng, cây xấu hổ nó lập tức khép những cánh lá lại. Điều này có liên quan tới "tác dụng sức căng" của lá xấu hổ. Ở cuối cuống lá có một mô tế bào mỏng gọi là bọng lá, bên trong chứa đầy nước. Khi bạn đụng tay vào, lá bị chấn động, nước trong tế bào bọng lá lập tức dồn lên hai bên phía trên. Thế là phần dưới bọng lá xẹp xuống như quả bóng xì hơi, còn phía trên lại như quả bóng bơm căng. Điều đó làm cuống lá sụp xuống, khép lại. Khi một lá khép lại, nó sẽ đưa tín hiệu lan rộng đến các lá khác, khiến chúng cũng lần lượt khép lại. Nhưng chỉ ít phút sau, bộ phận dưới bọng lá lại dần đầy nước, lá lại xoè ra nguyên dạng như cũ. Đặc tính này rất lợi cho sự sinh trưởng của cây, thích nghi với điều kiện tự nhiên. Ở phương nam thường gặp những trận mưa bão lớn, cây xấu hổ thu lá lại khi gặp mưa gió sẽ giúp nó cứu được các lá non.
Một nghiên cứu của các nhà khoa học tại University of Western Australia cho thấy rằng cây Mimosa pudica còn có khả năng ghi nhớ.

## Thành phần hóa học
Mimosa pudica chứa chất độc alkaloid là mimosine có tác dụng ức chế tăng trưởng và chết rụng tế bào. Cao của Mimosa pudica có thể làm bất động ấu trùng dạng chỉ của giun lươn (Strongyloides stercoralis) trong khoảng một giờ đồng hồ. Nước chiết xuất từ rễ cây cho thấy tác dụng trung hòa nọc độc của rắn Hổ Mang Đất rất hiệu quả.
Mimosa pudica có tính chất chống oxy hóa và kháng khuẩn. Thử nghiệm với tôm nước mặn cho thấy Mimosa pudica có lượng độc tố rất thấp. Phân tích thành phần hóa học cho thấy Mimosa pudica bao gồm rất nhiều hợp chất, bao gồm alkaloids, flavonoid C-glycosides, sterols, terenoids, tannins và các acid béo. Rễ cây gồm các cấu trúc hình túi được biết là có chứa tới 10% Tannin. Nó còn tiết ra các hợp chất hữu cơ và lưu huỳnh như SO2, methylsulfinic acid, pyruvic acid, lactic acid, ethanesulfinic acid, propane sulfinic acid, 2-mercaptoaniline, S-propyl propane 1-thiosulfinate và thioformaldehyde. Lá xấu hổ có chứa một lượng nhỏ chất tương tự như adrenalin. Hạt cây xấu hổ tiết ra chất nhày được cấu thành từ  d-glucuronic acid và d-xylose.  Cây xấu hổ còn chứa rocetin-dimethylester, tubulin và một loại dầu béo tương tự như dầu đậu nành và có thể có cùng công dụng, thành phần chất béo gồm có các acid panmitic 8,7%, stearic 8,90%, oleic 31,0%, linoleic 51%, linolenic 0,4%. Ngoài ra các nhà khoa học đã tách ra được một số Protein như Artin Protein (Artin like protein), loại Hormon thực vật Tugorin là dẫn xuất của gallic acid 4-O-(β-D-glucopyranosyl-6'-sulfate) có vai trò như một yếu tố làm cho lá hoạt động (gập, mở) theo chu kỳ và các chất Tubulin gồm α-Tubulin và β-Tubulin, có tác dụng điều hòa các chuyển động của lá xấu hổ, đã được phát hiện trong cây.

## Văn hóa Việt Nam
Trong tân nhạc Việt Nam, nhạc sĩ Trần Thiện Thanh có ca khúc "Hoa trinh nữ" ví loài thực vật này như tính rụt rè e thẹn của người con gái. Cũng như có nhiều bài thơ nhắc đến "hoa mắc cỡ", chẳng hạn như "Hoa trinh nữ" của Ngấn Lệ Sầu,, Bến sông trăng của Nguyễn Khánh Chân, "Vô Nghĩa" của Băng Nguyệt và "Đom Đóm Bay Đầy Ngõ Hoa Mưa" của Luân Tâm, "Cô bé có chiếc răng khểnh" của Trần Thiết Hùng.